# Duncan Haldane
Frederick Duncan Michael Haldane (London, 1951. szeptember 14. –) Nobel-díjas brit-szlovén fizikus.

## Élete
Haldane Londonban született 1951-ben. Apja a jugoszláv-osztrák határon állomásozó brit hadsereg orvosa volt, és ott ismerkedett meg Haldane anyjával, a szlovén Ljudmila Renko fiatal orvostanhallgatóval, majd közösen Angliába költöztek. Haldane a londoni St Paul's School-ban és a cambridge-i Christ's College-ban tanult, ahol főiskolai diplomát, majd doktori címet szerzett 1978-ban. Doktori témavezetője  Philip Warren Anderson volt.
Haldane 1977-ben fizikusként kezdett dolgozni Franciaországban, a Laue-Langevin Intézetben. 1981 augusztusában tanársegéd  lett a Southern California egyetemen. 1986 júliusától 1992 februárjáig a san-diegoi Kaliforniai Egyetem professzora volt. 1990 óta a Princetoni Egyetem fizika tanszékének professzora. Számos más amerikai egyetemen is oktat óraadóként.
2016-ban Haldane, J. Michael Kosterlitz és David J. Thouless 1:1:2 arányban, megosztva részesültek fizikai Nobel-díjban az anyag topologikus fázisaival és a topologikus fázisátmenetekkel kapcsolatos elméleti felfedezéseikért. A kutatási eredmények szerepet játszhatnak a jövő elektronikai eszközeinek kifejlesztésénél, mivel olyan méretskáláig jutott az iparág, hogy a klasszikus fizika lehetőségei tovább már nem használhatóak, és így már csak a kvantumos világ tulajdonságait lehet figyelembe venni, azonban az anyag korábban ismeretlen állapotainak felfedezésével mára közelebb kerültünk a mai kor kvantumszámítógépének megalkotásához.
2019. március 22-én a washingtoni szlovén nagykövetségen tartott ünnepségen szlovén állampolgárságot kapott.
Feleségével, Odile Belmont-tal Princetonban élnek.